# 梁廷枏
梁廷枏（1796年—1861年，“枏”為“楠”之異體），字章冉，号藤花亭主人，广东顺德人，清代文学家。

## 生平
早年為副贡生，後任广东澄海县训导，道光十年（1835年）入广东海防局，十九年擔任廣州越華書院、粵秀書院監院和學海堂學長。主张取消“夷夏之大防”，支持林則徐禁煙。咸丰时赐内阁中书。咸丰十一年辛酉（1861年）卒。

## 著作
著有《南漢書》、《海國四說》、《粤海關誌》、《夷氛聞記》、《廣東海防匯覽》等。